# Ричардсон, Уильям Александр
Уи́льям Алекса́ндр Ри́чардсон (англ. William Alexander Richardson; 16 января 1811 — 27 декабря 1875) — американский политик, сенатор, член Палаты представителей, 5-й губернатор территории Небраска.

## Биография
Уильям Ричардсон родился в 1811 году неподалёку от Лексингтона, штат Кентукки. Он учился в академии в Уолнат-Хилл, Центральном колледже в Дэнвилле и Трансильванском университете. Затем Ричардсон преподавал в школе и изучал право. В 1831 году он был принят в коллегию адвокатов и открыл частную практику в Шелбивилле, штат Иллинойс.
В 1834—1835 годах Ричардсон был генеральным прокурором Иллинойса, в 1836—1838 и 1844—1846 годах — членом Палаты представителей штата, в том числе её председателем в 1844 году. В 1838—1842 годах он был сенатором штата. В 1844 году Ричардсон был членом коллегии выборщиков президента.
Во время Американо-мексиканской войны Ричардсон был зачислен в Армию США в звании капитана, а позже был повышен до майора. После войны он переехал в Куинси, и в 1847 году был избран в Палату представителей США, чтобы занять место Стивена Дугласа. В 1851—1855 годах Ричардсон возглавлял Комитет по территориям. В августе 1856 года он вышел в отставку, чтобы баллотироваться на пост губернатора Иллинойса, однако потерпел поражение. В 1858 году Ричардсон был назначен губернатором территории Небраска.
В 1860 и 1868 годах Ричардсон был делегатом национального съезда Демократической партии от штата Иллинойс. В 1861 году он был вновь избран в Палату представителей США, а в 1863 году стал сенатором. Ричардсон не смог переизбраться в 1865 году и до конца жизни работал в газете.
Уильям Ричардсон умер в Куинси, штат Иллинойс, где и был похоронен на кладбище Вудленд. В его честь назван округ Ричардсон в Небраске.